# James Conlon

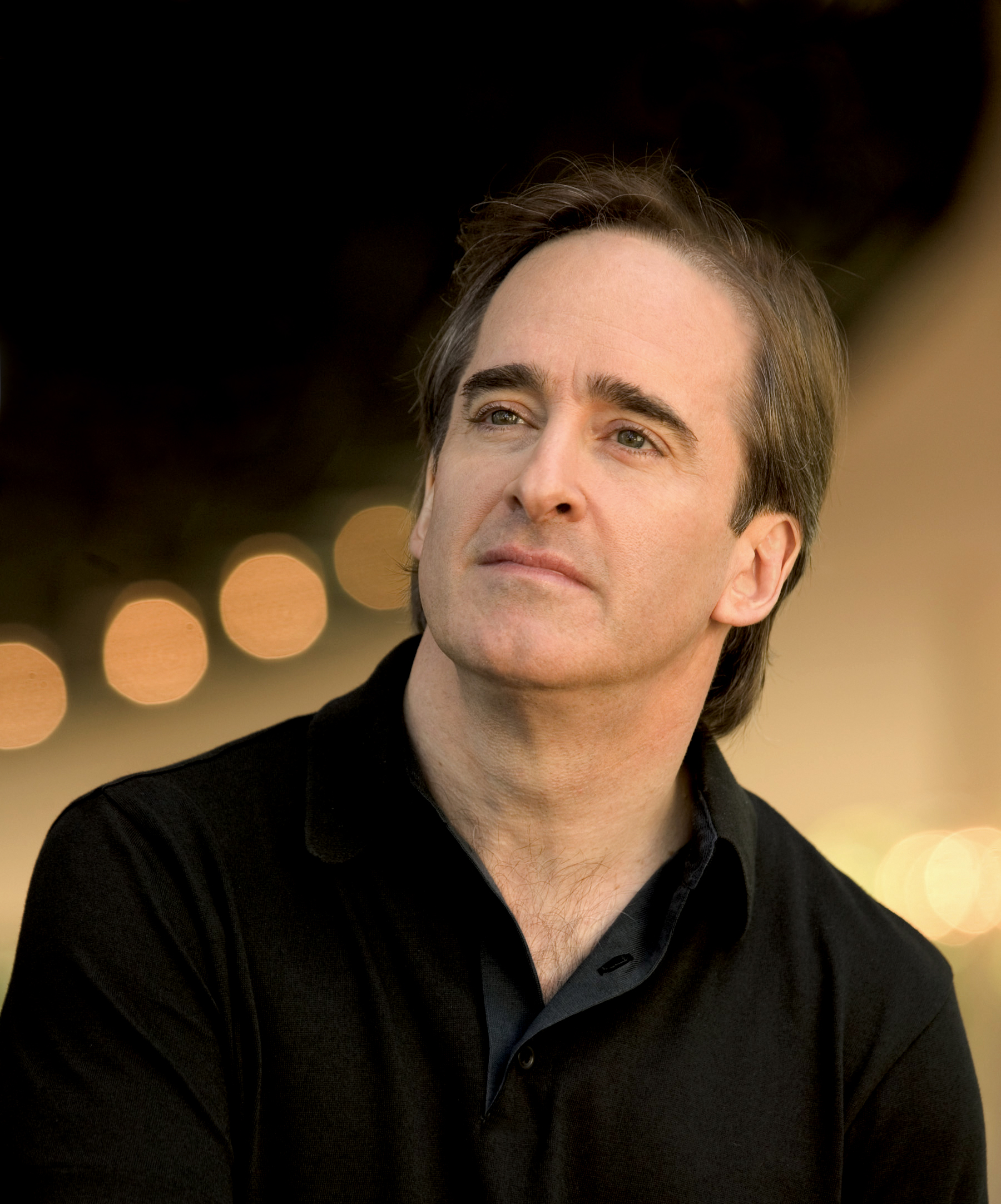
James Conlon 2004

James Conlon (* 18. März 1950 in New York) ist ein US-amerikanischer Dirigent.

## Leben
James Conlon studierte an der Juilliard School of Music in New York. Sein erstes Dirigat war 1971 in Spoleto. Seit 1979 ist er in verschiedenen Leitungsfunktionen international tätig. Von 1983 bis 1989 war er Musikdirektor in Rotterdam. Danach bis 2003 war er Generalmusikdirektor der Stadt Köln und Chefdirigent der Kölner Oper und des Gürzenich-Orchesters. Nach einer zwischenzeitlichen Leitung der Pariser Opéra de la Bastille kehrte er in die USA zurück und übernahm die Leitung des Ravinia Festivals sowie Dirigate beim Van-Cliburn-Klavierwettbewerb in Fort Worth/Texas. Ab der Saison 2006/07 übernahm er die Leitung der Los Angeles Opera. 2016 leitete er das Neujahrskonzert von Venedig. Seit 2016 leitet James Conlon das Nationale Sinfonieorchester der öffentlich-rechtlichen Rundfunkanstalt Italiens RAI ("Orchestra sinfonica nazionale della RAI").
Conlon ist verheiratet mit der aus Iowa City stammenden Sopranistin Jennifer Ringo, das Ehepaar hat zwei Töchter.